# Krasnaja Dolina (obwód leningradzki)
Krasnaja Dolina (ros. Красная Долина) – osiedle w Rosji, w obwodzie leningradzkim, w rejonie wyborskim. W 2010 liczyło 1219 mieszkańców.